# Estación de Arenas de Iguña
Arenas de Iguña es un apeadero ferroviario situado en el municipio español de Arenas de Iguña, en la comunidad autónoma de Cantabria. Forma parte de la línea C-1 de Cercanías Cantabria operada por Renfe.

## Situación ferroviaria
La estación se encuentra en el punto kilométrico 466,892 de la línea férrea de ancho ibérico Palencia-Santander a 181 metros de altitud. Históricamente dicho kilometraje se corresponde con el trazado Madrid-Santander por Palencia y Alar del Rey. 

## La estación
Forma parte de las nuevas instalaciones creadas a raíz de la apertura de la red de Cercanías Santander (actual Cercanías Cantabria). Dispone de un andén lateral al que accede la vía principal. Está dotada de una marquesina y de una zona de asiento.

## Servicios ferroviarios

### Cercanías
Forma parte de la línea C-1 de la red de Cercanías Cantabria. De ocho a once trenes en ambos destinos unen Arenas de Iguña con Santander. En el mejor de los casos el trayecto se cubre en algo menos de una hora.
| procedencia/destino | < estación  | Línea | estación >          | destino/procedencia |
| ------------------- | ----------- | ----- | ------------------- | ------------------- |
| Santander           | Las Fraguas |       | Santa Cruz de Iguña | Reinosa             |